# エアウィーヴ
株式会社エアウィーヴ（英: airweave inc.）は、日本の総合寝具メーカー。スローガンは"The Quality Sleep"（眠りの世界に品質を）。また、同社が製造販売する高反発マットレスパッドの商品名でもある。
2020年現在、東京本社（東京都千代田区）、幸田工場および幸田ロジスティクスセンター（愛知県額田郡幸田町）、長浜工場（滋賀県長浜市）、大阪営業所（大阪市淀川区）、福岡営業所（福岡市中央区）、福島工場（福島県伊達郡）を持つ。

## 概要
高岡本州（たかおか・もとくに）は、1983年3月に名古屋大学工学部応用物理学科を卒業し、慶応義塾大学大学院経営管理研究科修士課程を修了した1985年、父親が経営する「日本高圧電気株式会社」に入社した後、スタンフォード大学大学院経済システム工学科修士課程に留学し、1987年に修了。
父親からの依頼で、伯父の経営する赤字会社を引き受けて2004年11月、「株式会社中部化学機械製作所」（愛知県額田郡幸田町、現・株式会社エアウィーヴ）とした。同製作所が製造していたのが釣り糸の押出成形機であった。このまま釣り糸押出成形機の製造を続けていても先がないと考えた高岡は、機械から出る釣り糸状の絡まった樹脂素材を触っているうちに「この弾力のある塊は、マットレスのクッション材に使えるのでは」とひらめき、マットレスを試作していった。そして、2007年6月、マットレスパッド「エアウィーヴ」の販売を開始した。

## 沿革
- 2007年2月 - 株式会社中部化学機械製作所から株式会社ウィーヴァジャパンへ商号を変更。
- 2007年6月 - マットレスパッド「エアウィーヴ」販売開始。
- 2011年6月 - フィギュアスケート浅田真央選手（当時）とブランドアンバサダー契約締結。
- 2011年8月 - 文部科学省マルチサポート事業参画。
- 2012年10月 - 株式会社エアウィーヴへ商号を変更。
- 2014年9月 - 株式会社エアウィーヴ、株式会社エアウィーヴマニュファクチャリング、株式会社エアウィーヴホールディングスへ会社分割。
- 2015年3月 - アメリカ・ニューヨーク州ソーホーに初の路面店をオープン[5]。
- 2015年3月 - 台湾での出店を開始。
- 2016年4月 - 公益財団法人東京オリンピック・パラリンピック競技大会組織委員会と東京2020オリンピック・パラリンピック競技大会オフィシャル寝具パートナー契約を締結。
- 2016年11月 - エアウィーヴ代表取締役会長・高岡本州が、起業家表彰制度「EY アントレプレナー・オブ・ザ・イヤー 2016 ジャパン 」 日本代表に選出される[6]。
- 2017年9月 - 株式会社エアウィーヴを存続会社とし、株式会社エアウィーヴマニュファクチャリング、株式会社エアウィーヴホールディングスを合併。
- 2018年7月 - スタンフォード大学と2011年～2012年にかけて行った共同研究が、米国科学誌『PLOS ONE』に掲載[7]。脳波、深部体温（直腸温）等を測定し、睡眠および睡眠に関連する生理学的な指標について調査している。
- 2020年7月 - スタンフォード大学と2013年～2015年にかけてIMGアカデミーで行った共同研究が、ネイチャー・リサーチ社が発刊するジャーナル『Scientific Reports』に掲載される[8]。
- 2020年12月 - 東京本社を東京都中央区から東京都千代田区に移転。
- 2022年1月 - 公益財団法人日本オリンピック委員会とTEAM JAPANオフィシャル寝具パートナー契約を締結。
- 2023年1月 - 2024年パリオリンピック・パラリンピック競技大会組織委員会とオフィシャル寝具サポーター契約を締結[9]。
- 2023年11月 - 愛知県一宮市に新たな物流拠点として「西日本配送センター」 を開設。
- 2023年12月 - 主力工場である幸田工場および幸田ロジスティクスセンターが、持続可能な原料および製品の国際的な認証である ISCC PLUS認証を取得。
- 2024年3月 - パリ2024大会の選手村に提供する寝具について大会終了後、フランス軍、パリ・オペラ座バレエ学校、慈善団体エマウス、辻調グループフランス校などフランス国内でリユースされることを発表

## 製品・導入実績
エアウィーヴ製品の中材は独自素材のエアファイバー®で構成される。製品の4つの特長として「復元性（体重を押し返す力）が高いので、睡眠時の寝返りが楽」「三次元状に絡み合ったエアファイバー®があらゆる方向から身体を支え、均等に体圧を分散する」「エアファイバー®は90%以上が空気のため通気性が抜群で、夏は蒸れにくく冬は暖かい」「カバーだけでなく中材（エアファイバー®）も水洗いできる」を挙げている。
マットレスパッドのほか、ベッドマットレス、敷き布団、ピロー（枕）、クッションなども展開している。同社のマットレスの販売数は2011年度が3万枚で、翌2012年度には約15万枚。5倍近く飛躍したという。
同社の寝具は日本航空（JAL）の国際線ファーストクラス・ビジネスクラスや、石川県の旅館「加賀屋」（和室全室に「エアウィーヴ四季布団」、洋室に「エアウィーヴ」を導入）、パリオペラ座バレエ学校、宝塚歌劇団「すみれ寮」などでも採用されている。また、同社が製造するクッションは御園座（名古屋市中区）、新国立劇場（東京都渋谷区）をはじめとする劇場にも導入されている。
2015年2月、ニューヨークで開店するアメリカ1号店を皮切りに2015年中に6店舗をオープンする計画があり、中国国内での店舗数拡大とともに日本国外での出店を進める予定だった。
2017年4月、アメリカでマットレスを配送中に破損する事故が相次いだことから、三分割マットレスを開発し、日本国内での販売を始める。
2019年4月、ウェルネス領域に本格参入し、藤田医科大学病院にウェルネスモデルのマットレスを導入。2021年6月には有料老人ホーム アリア八事の全室に採用された。
2020年4月、新型コロナウイルス感染拡大により多くの店舗が営業自粛を余儀なくされたことから、体形測定webアプリ「マットレス・フィット」や、ビデオ通話でエアウィーヴのスリープカウンセラー（販売員）に寝具選びの相談ができる新サービス「リモート・コンシェルジュ」の提供を開始。
2021年2月、エアウィーヴ 座布団の販売を開始。妙心寺退蔵院（京都市右京区）でも使用されており、坐禅体験の際に体感できる。歌舞伎俳優・坂東玉三郎出演CM『エアウィーヴ 坂東玉三郎 退蔵院』篇にも登場。
2021年6月、竹中工務店の社員寮「深江竹友寮」（神戸市東灘区）に採用された。睡眠計測アプリ等を使用し、同社員寮で寮生ら協力のもと睡眠調査も実施。
2021年9月、新型コロナウイルス感染者が再び急拡大した際に備える為に、大阪府が設置する大阪コロナ大規模医療・療養センターに、東京2020オリンピック・パラリンピック競技大会の選手村で実際に使用されたマットレス・枕・段ボールベッドを寄贈。
2022年7月、日本最古の歴史を誇る劇場、京都「南座」全席にクッションを提供。
2022年11月、田中みな実と共同開発した薄型ピロー発売。
2022年12月、エアウィーヴからフラッグシップモデル登場。
2023年3月、業界初「生分解性素材」マットレスを開発。前年秋よりJR九州のクルーズトレイン「ななつ星 in 九州」の最高級クラス「デラックススイート」に、生分解性素材を使用したマットレスパッドが採用されている。
2023年8月、パリオペラ座バレエ学校と公式スポンサー契約を締結し、寮に寝具を提供。
2024年2月、床ずれ防止の観点から従来製品よりも体圧分散性に優れたウェルネスモデル マットレスを開発。
2024年3月、パリ2024大会選手村に提供する寝具の技術を応用した一般モデルを発売。

## オリンピックとの関わり・アスリートサポート
「エアウィーヴ」開発当時、「一晩寝てもらえば良さがわかる」と考えた高岡らは、サンプルを約200名に配布。すると、一晩で良さを実感したと答えた人のほとんどがアスリートだった。そこで高岡は「一流のオリンピック選手に選ばれる寝具を作りたい」と考えるようになる。その後、知人を介して「フジヤマのトビウオ」の異名をもつ元水泳選手・古橋広之進と出会う。エアウィーヴの寝心地を気に入った古橋の紹介により、2007年、国立スポーツ科学センター（JISS）への導入が決まる。
JISSに寝泊まりするオリンピック選手から好評を得たことで、2008年北京オリンピックでは水泳・陸上選手約70名が持ち運び式の「エアウィーヴ ポータブル」を現地に持参した。その後、北島康介（競泳）、浅田真央（フィギュアスケート、2009年 - ）、錦織圭（テニス、2009年 - ）など多くのスポーツ選手に愛用され、一般にも認知されていった。2012年ロンドン五輪、2014年ソチ五輪、2016年リオ五輪、2018年平昌五輪でも製品を供給する。
2013年2月、米・フロリダ州にあるIMGアカデミーと日本企業では初めてスポンサー契約を結び、スタンフォード大との共同研究実施が決定する。この研究成果が前述の『Scientific Reports』に論文掲載されることになる。
2013年1月から「JOCオフィシャルパートナーシップ」の契約を締結し、2014年ソチ五輪では日本選手団に120点の寝具を供給。また、同大会ではアメリカ、フランス、オーストリア、ドイツ、スイスのNOCともスポンサー契約を結び寝具を供給した。
2014年度には読売巨人軍のサポーティングカンパニーになり、同年8月9日には冠試合「エアウィーヴ デー」を開催し、東北の少年野球チーム120名も招待した。
2015シーズンにはFINA競泳ワールドカップのタイトルスポンサーを務める。
2016年4月27日、前述の通り、東京2020オリンピック・パラリンピック競技大会のオフィシャル寝具パートナー契約を大会組織委員会と締結（寝具カテゴリー）。同大会では選手ひとりひとりの体形に合わせて肩・腰・脚の各部位の硬さをカスタマイズできる三分割マットレスや、掛け布団、枕、段ボールベッドを供給予定。供給数はオリンピック時に18,000ベッド、パラリンピック時に8,000ベッド。
2019年8月、公益財団法人全日本柔道連盟とオフィシャルサプライヤー契約を締結。
2020年1月、読売巨人軍の選手寮「ジャイアンツ寮」に三分割マットレスを導入。
2020年11月8日、国際体操連盟（FIG）主催で開催された体操の国際競技会『Friendship and Solidarity Competition』では、出場選手の宿泊施設に三分割マットレスパッドを供給。コロナ禍で初めて日本で開かれた五輪競技の国際大会として注目された。
2021年7月、学業と競技の両立を目指す若手アスリートを継続的に支援するため、スカラシップを設けた。オリンピック出場を目指す傍ら、米・イェール大学に在籍し統計学を学ぶネイサン・チェン選手が賛同し、睡眠研究に参画する。
2021年7月、東京2020オリンピック・パラリンピック競技大会のオフィシャル寝具パートナーとして、選手村へオリンピック時18,000ベッド、パラリンピック時8,000ベッドを提供。選手ひとりひとりの体形に合わせて肩・腰・脚の各部位の硬さをカスタマイズできる三分割ベッドマットレスに加え、掛け布団、枕、段ボールベッドフレームの寝具一式を供給した。
2021年10月、国際体操連盟（FIG）主催の第50回世界体操競技選手権では、日本代表選手に、東京2020大会の選手村に提供したベッドマットレスと同じ機能を備えたカスタマイズ可能な三分割マットレスパッドを提供。
2022年2月、TEAM JAPANオフィシャル寝具パートナーとして、北京2022オリンピック冬季競技大会の日本代表選手団「TEAM JAPAN」へ、300点のポータブルマットレスパッド、かけ布団を提供。ポータブルマットレスパッドは、三分割されており、カスタマイズが可能。東京2020大会の選手村に提供したベッドマットレスの機能はそのまま、丸めてキャリングバッグに入れ、北京に簡単に持ち運びできるよう軽量化した。
スカラシップ契約を結ぶフィギュアスケーター ネイサン・チェン選手、サプライヤー契約を結ぶ米スキー・スノーボード協会にも同大会でマットレスパッドを提供。
2023年10月、日本ローイング協会とオフィシャルサポーター契約を締結。
2024年7月、パリ2024オリンピック・パラリンピック競技大会の選手村に約16,000床の寝具を提供予定。同等の機能を持つベッドマットレスを事前にTEAM JAPANに提供している。

## テレビ番組
- 日経スペシャル カンブリア宮殿 倒産寸前の町工場 奇跡の大逆転（2022年6月30日、テレビ東京）- 会長兼社長 高岡本州出演[20]。

## 提供番組
ラジオ
- 山下達郎のサンデー・ソングブック（TOKYO FM、2023年1月1日 - ）[21]

## 広告出演契約
- 浅田真央（2011年 - 、フィギュアスケーター）
- 石川佳純（2012年-、卓球選手）
- 樋口久子（2014年-、プロゴルファー）
- 髙梨沙羅（2013年 - 、スキージャンプ選手）
- 季葉（2015年9月 - 、タレント）[22]
- 坂東玉三郎（歌舞伎俳優）
- 宝塚歌劇団 （2013年‐）
- 内村航平（2021年-、体操選手）
- 阿部一二三（2021年-、柔道）
- 阿部詩（2021年-、柔道）

## 東京西川のチェーン店に対する仮処分申立て事件
過去、西川産業株式会社（東京西川）のチェーン店の店内POP広告に、「『エ●ーウィー●』の欠点を西川独自技術でバージョンアップして心地よい眠りをサポート 新・三次元網状構造体 クラウドウェーブ」と表記がされていた。株式会社エアウィーヴは、東京西川のチェーン店を運営し商品を販売する3社について、販売活動におけるこれらの行為が不正競争行為（不正競争防止法2条1項13号の品質等誤認惹起行為又は14号の営業誹謗行為）に該当するとして、POP広告表示などの差し止めを求める仮処分を東京地方裁判所に申請。東京地裁は2016年1月15日付で申立ての一部を認める仮処分命令を出した。

## 書籍

### 関連書籍
- 『「睡眠品質」革命 一流を支えるエアウィーヴ成長の軌跡』（著者:内田直 高岡本州）（2017年3月1日、ダイヤモンド・ビジネス企画）ISBN 9784478084021

## 備考
- シンガーソングライターの山下達郎も愛用者であり、「山下達郎のサンデー・ソングブック」の2023年最初の放送でスポンサーに加わった事を紹介した際、「長年、ライブの時に使っている」、とライブ終わりの就寝時に毎回使っている事も併せて紹介した。
- 2024年5月、山下達郎と竹内まりやが43年ぶりにタッグを組んでエアウィーヴのためにCM曲「Days of Love」を書き下ろし、浅田真央が出演するCM『エアウィーヴともに歩む』篇で放映。

## 関連会社
- ロフテー株式会社
- airweave, LLC（アメリカ エアウィーヴ）
- 愛維福（上海）貿易有限公司（中国エアウィーヴ）
- 台灣愛維福國際貿易股份有限公司（台湾 エアウィーヴ）
- AIRWEAVE HONG KONG CO.,LTD（香港 エアウィーヴ）